# Merelbeke (stacja kolejowa)
Merelbeke (niderl. Station Merelbeke) – stacja kolejowa w Merelbeke, w prowincji Flandria Wschodnia, w Belgii. Znajduje się na linii 59 Antwerpia - Gandawa. 

## Linie kolejowe
- Linia 50 Bruksela - Gandawa

## Połączenia

### Codzienne
| Typ pociągu | Trasa                              | Częstotliwość |
| ----------- | ---------------------------------- | ------------- |
| L           | Gent-Sint-Pieters - Geraardsbergen | 1x/h          |

| Typ pociągu | Trasa                                         | Częstotliwość |
| ----------- | --------------------------------------------- | ------------- |
| IC 20       | Tongeren - Bruksela - Gent-Sint-Pieters       | 1x/h          |
| L           | Mechelen - Gent-Sint-Pieters - Zeebrugge-Dorp | 1x/h          |

### W Weekendy
| Typ pociągu | Trasa                                  | Częstotliwość |
| ----------- | -------------------------------------- | ------------- |
| IC 20       | Lokeren - Bruksela - Gent-Sint-Pieters | 1x/h          |